# Santa Lucía (Ekwador)
Santa Lucía – miasto w Ekwadorze, położone nad rzeką Daule, w prowincji Guayas, stolica kantonu Santa Lucía.
Przez miasto przebiega droga krajowa E48.